# Love Don't Live Here (Lady Antebellum)
Love Don't Live Here è un singolo del gruppo musicale statunitense Lady Antebellum, pubblicato il 2 ottobre 2007 come primo estratto dal primo album in studio Lady Antebellum.
Il brano è stato scritto dai tre membri del gruppo, Dave Haywood, Hillary Scott, e Charles Kelley e ha raggiunto la posizione numero 3 della Billboard Hot Country.

## Formazione
- Bruce Bouton – chitarra
- Eric Darken – percussioni
- Jason "Slim" Gambill – chitarra elettrica
- Dave Haywood – chitarra acustica, mandolino, coro
- Charles Kelley – voce
- Rob McNelley – chitarra elettrica
- Michael Rojas – organo
- Hillary Scott – coro
- Victoria Shaw – coro
- Brice Williams – batteria
- Paul Worley – chitarra acustica, chitarra elettrica
- Craig Young – basso

## Classifiche
| Classifica  | Posizione massima |
| ----------- | ----------------- |
| Canada      | 69                |
| Stati Uniti | 53                |